# All-Europe Player of the Year
Le All-Europe Player of the Year est un trophée annuel décerné par Eurobasket.com depuis 2002. Le trophée est décerné au meilleur joueur évoluant sur le continent européen. Tous les joueurs évoluant dans une ligue professionnelle européenne sont éligibles, quelle que soit leur nationalité. Le vainqueur est sélectionné à l'issue d'un vote auprès de 300 journalistes sportifs couvrant l'actualité du basket-ball européen pour Eurobasket.com.

## Palmarès
| Année | Joueur                   | Nationalité | Club(s)                                    |
| ----- | ------------------------ | ----------- | ------------------------------------------ |
| 2002  | Dejan Bodiroga           | Serbie      | Panathinaïkos et FC Barcelone              |
| 2003  | Arvydas Macijauskas      | Lituanie    | Lietuvos Rytas et Baskonia Vitoria         |
| 2004  | Šarūnas Jasikevičius     | Lituanie    | Maccabi Tel-Aviv                           |
| 2005  | Šarūnas Jasikevičius (2) | Lituanie    | Maccabi Tel-Aviv et Pacers de l'Indiana    |
| 2006  | Theódoros Papaloukás     | Grèce       | CSKA Moscou                                |
| 2007  | Dimítris Diamantídis     | Grèce       | Panathinaïkos                              |
| 2008  | Ramūnas Šiškauskas       | Lituanie    | CSKA Moscou                                |
| 2009  | Juan Carlos Navarro      | Espagne     | FC Barcelone                               |
| 2010  | Juan Carlos Navarro (2)  | Espagne     | FC Barcelone                               |
| 2011  | Juan Carlos Navarro (3)  | Espagne     | FC Barcelone                               |
| 2012  | Vasílios Spanoúlis       | Grèce       | Olympiakós                                 |
| 2013  | Vasílios Spanoúlis (2)   | Grèce       | Olympiakós                                 |
| 2014  | Sergio Rodríguez         | Espagne     | Real Madrid                                |
| 2015  | Sergio Rodríguez (2)     | Espagne     | Real Madrid                                |
| 2016  | Nando de Colo            | France      | CSKA Moscou                                |
| 2017  | Bogdan Bogdanović        | Serbie      | Fenerbahçe et Kings de Sacramento          |
| 2018  | Luka Dončić              | Slovénie    | Espagne Real Madrid et Mavericks de Dallas |
| 2019  | Shane Larkin             | Turquie     | Turquie Anadolu Efes                       |
| 2020  | Shane Larkin (2)         | Turquie     | Turquie Anadolu Efes                       |
| 2021  | Vasilije Micić           | Serbie      | Turquie Anadolu Efes                       |
| 2022  | Vasilije Micić (2)       | Serbie      | Turquie Anadolu Efes                       |